# Åke Nilsson (kanotist)
Karl Åke Nilsson, född 12 december 1937 i Nyköping, död 31 oktober 2005 i Nyköping, var en svensk kanotist. Han tävlade för Nyköpings KK.
Nilsson tävlade för Sverige vid olympiska sommarspelen 1960 i Rom, där han var en del av Sveriges lag som blev utslaget i semifinalen på herrarnas K-1 4 x 500 meter stafett. Övriga i laget var Carl von Gerber, Gert Fredriksson och Sven-Olov Sjödelius.